# Ian Wallace
Ian Russell Wallace (født 29. september 1946 i Bury, Storbritannien, død 22. februar 2007 i Los Angeles, USA) var trommeslager i King Crimson i årene 1971-1972.
Han var med på Islands fra 1971 og på live-albummet Earthbound fra 1972, såvel som på en række senere arkivudgivelser. Forud for King Crimson spillede han i The Warriors med Jon Anderson, som senere kom med i Yes. Efter King Crimson kom Wallace med i Alexis Korners Snape og blev senere en anerkendt studiemusiker. I 2003 kom han med i 21st Century Schizoid Band, hvor han erstattede Michael Giles.
Rækken af kunstnere, som Wallace har spillet med i studiet og koncerter, er imponerende lang og omfatter Bonnie Raitt, Ry Cooder, Peter Frampton, George Harrison, Joe Walsh, Bob Dylan, Johnny Halliday, Roy Orbison, Jackson Browne og The Travelling Wilburys.
I 2005 udgav han som medlem af The Crimson Jazz Trio et album med titlen King Crimson Songbook Vol. 1 med jazz-udgaver af King Crimson-kompositioner